# Polistes fastidiosus
Polistes fastidiosus é uma espécie de vespa do Senegal; Guiné-Bissau; Costa do Marfim; Benin; Nigéria; Zaire; Sudão; Somália; Arábia Saudita; Iémen; Quênia; Tanzânia, incluindo Zanzibar; Zâmbia; Moçambique; África do Sul: Transvaal, Cape Prov.